# Zercone
Zerco o Zercone (Mauritania, 410/420 circa – Costantinopoli, seconda metà del V secolo) è stato un giullare romano.
Fu giullare dei magister militum Aspar ed Ezio e dei re unni Bleda ed Attila.
(Prisco, Storia, framm. 11)

## Biografia
Nel 432 il generale bizantino Aspar viene inviato dall'imperatore Teodosio II a soccorrere Bonifacio, governatore dell'Africa, contro i Vandali da lui stessi chiamati in Africa come mercenari; qui Aspar entra in possesso di Zercone, originario della Mauritania, e viene da lui impiegato come giullare.

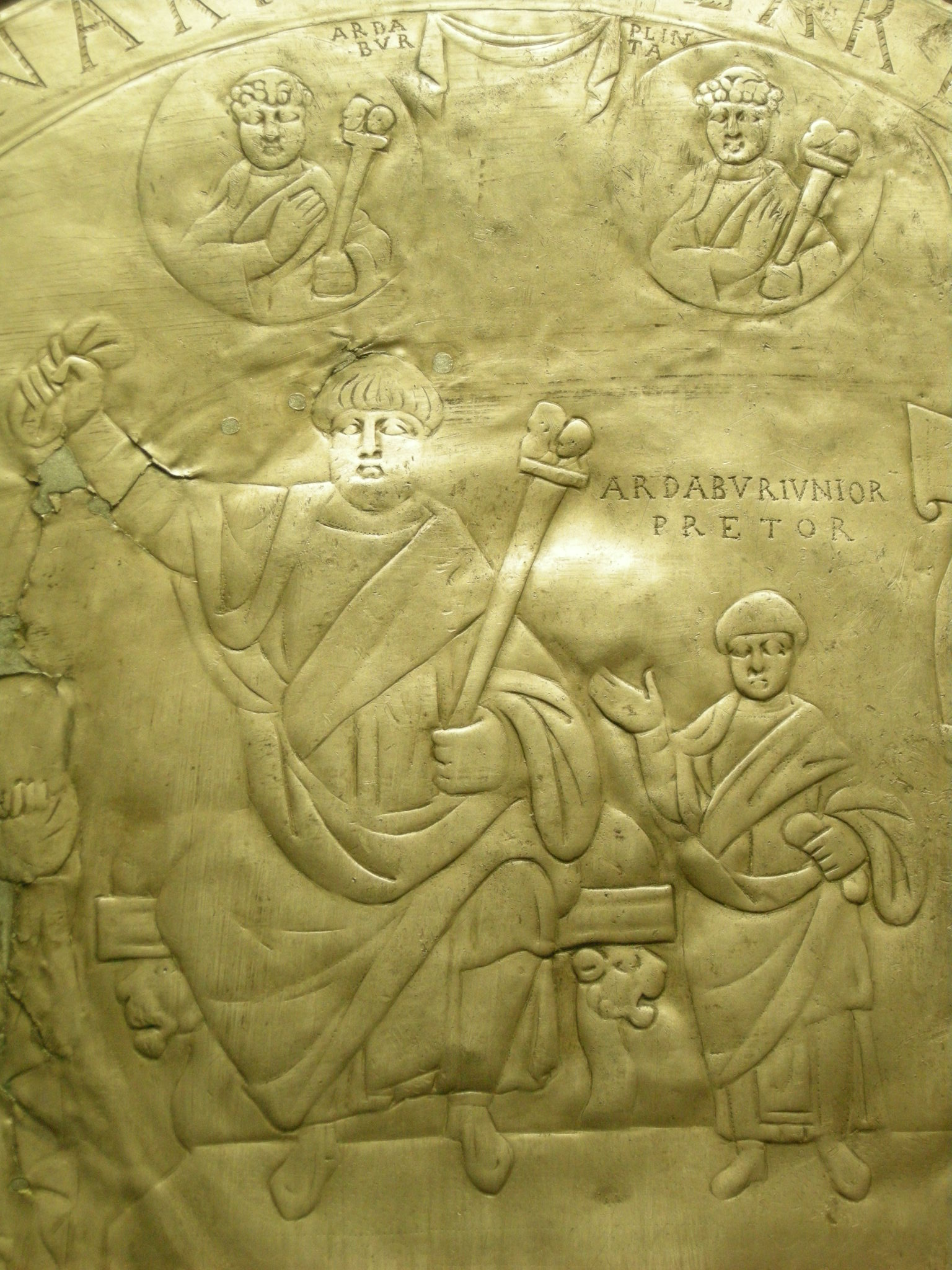
Dettaglio del Piatto di Ardaburio Aspare, risalente al 434, raffigurante Aspar e il giovane figlio Ardabur.

Nel 442 o 441 gli Unni, approfittando di una nuova spedizione bizantina conto i Vandali, invadono la Tracia, adducendo come scusa che il vescovo della città di Margus aveva profanato delle tombe reali unne. Viene allestita una spedizione diplomatica, con a capo Aspar, per negoziare la pace. La delegazione non ha successo ed Aspar è costretto a fuggire a Costantinopoli mentre Zercone viene catturato dagli Unni, presso i quali egli diventa il giullare del re Bleda, il quale lo porta sempre con sé, avendogli anche fatto costruire addirittura un'armatura apposita. In un'occasione Zercone scappa assieme ad altri prigionieri romani e Bleda ordina di concentrare le ricerche su Zercone. Ricatturato e interrogato sui motivi della fuga, Zercone dice di essere fuggito per trovarsi una moglie e Bleda gli promette di dargli una delle dame dell'imperatrice di Costanstinopoli. Nel 445 o 446 Bleda viene assassinato e Zercone è ereditato da suo fratello, Attila, che non ne sopporta la vista, disgustato o forse spaventato dal suo aspetto.
In questo periodo Costanzio, segretario di Attila, viene da lui fatto crocifiggere per essersi illecitamente appropriato e avere venduto ad un banchiere di nome Silvano il tesoro di Sirmio, che il vescovo della città gli aveva consegnato come riscatto per i cittadini romani catturati durante l'invasione della Tracia del 442. Attila richiede ad Ezio la restituzione del tesoro, che nel frattempo è stato rivenduto, e la consegna di Silvano; avendo però il banchiere acquistato il tesoro in buona fede Ezio non può procedere contro di lui, decide quindi di risolvere il caso con una compensazione in oro e inviando ad Attila un nuovo segretario e interprete, chiamato anch'egli Costanzio, oltre ad accordarsi per lo stanziamento degli Unni come federati in Pannonia, lungo il corso della Sava. Probabilmente è in occasione di questo scambio diplomatico che Attila, forse sottintendendo un messaggio politico, dona Zercone ad Ezio a Ravenna. Proprio Ezio è il responsabile ultimo delle vicende di Zercone, in quanto fu lui, invidioso della posizione e dell'influenza di Bonifacio, ad instillare la sfiducia fra quest'ultimo e l'imperatrice Galla Placidia, spingendolo alla rivolta e a richiedere di conseguenza l'aiuto dei Vandali. Ezio a sua volta dopo poco tempo dona Zercone al proprietario originale, Aspar.
Nel 449 Edeco, consigliere di Attila e padre di Odoacre, convince Zercone (che aveva evidentemente conservato un qualche prestigio presso la corte unna e una certa libertà di movimento presso Aspar) a recarsi presso Attila per richiedere, con l'intercessione di Edeco stesso, di riavere la moglie datagli da Bleda, che era nel frattempo rimasta presso gli unni, dove sono presenti al momento anche un'ambasceria romana guidata da Romolo (nonno materno dell'ultimo imperatore romano occidentale, Romolo Augusto), Plomoto e Romano e una bizantina, guidata dallo storico Prisco e da Massimino; la richiesta di Zercone viene però rifiutata ed egli ritorna presumibilmente da Aspar.
Non si hanno informazioni sulle vicende successive di Zercone e se fosse ancora vivo nel 471, al momento dell'assassinio di Aspar, all'interno di una congiura di palazzo.